# Maybe I'm Amazed
"Maybe I'm Amazed" é uma canção de Paul McCartney, lançada no álbum McCartney, em abril de 1970. A música foi escrita pelo cantor em homenagem à sua esposa, Linda McCartney, durante o fim dos Beatles.
Apesar de sua versão original não ter sido lançada como single, tornou-se um dos maiores sucessos de sua carreira solo e consideradas uma das melhores músicas pós-Beatles. Uma versão ao vivo, gravada para o projeto Wings Over America, foi distribuída em compato e chegou ao 28° lugar nas paradas britânicas.
Em 2011, foi considerada pela revista Rolling Stone a 347ª melhor canção de todos os tempos.

## Posição nas paradas musicais
| Parada (1977)                     | Melhor posição |
| --------------------------------- | -------------- |
| Canadá (RPM Top Singles)          | 9              |
| Reino Unido (UK Singles Chart)    | 28             |
| Estados Unido (Billboard Hot 100) | 10             |
| Estados Unidos (Cash Box Top 100) | 10             |

| Parada (1977)             | Posição |
| ------------------------- | ------- |
| Canadá                    | 96      |
| Estados Unidos (Cash Box) | 94      |

## Ficha técnica
De acordo com o autor John C. Winn:
- Paul McCartney – vocal principal e de apoio, guitarra base e rítmica, baixo, piano, órgão, bateria
- Linda McCartney – vocal de apoio